# Aricia caeruleoannulata
Aricia caeruleoannulata är en fjärilsart som beskrevs av Carter och Harrison 1923. Aricia caeruleoannulata ingår i släktet Aricia och familjen juvelvingar. Inga underarter finns listade i Catalogue of Life.